# David Otunga
David Daniel Otunga Sr., noto semplicemente come David Otunga (Elgin, 7 aprile 1980) è un avvocato, ex wrestler e telecronista statunitense, sotto contratto con la WWE.

## Biografia
Ha studiato legge all'Università di Harvard per tre anni, conseguendo la laurea.
Sette mesi dopo aver conosciuto la cantante e attrice Jennifer Hudson, le ha chiesto la mano durante il 27º compleanno della Hudson. Il 10 agosto 2009 hanno avuto il primo figlio, maschio, chiamato David Daniel Otunga Jr.

## Carriera da wrestler

### Florida Championship Wrestling (2009–2010)
Nel novembre 2008, Otunga ha firmato un contratto di sviluppo con la WWE ed è stato assegnato alla sua federazione di sviluppo, la Florida Championship Wrestling.
Fece il suo debutto il 29 maggio 2009, sotto il ring name di Dawson Alexander, in un Six-Man Tag Team Match, in coppia con Barry Allen e Jon Cutler battendo Abraham Saddam Washington, Derrick Bateman e Tonga. Il 4 giugno viene sconfitto in un match singolo da David Hart Smith. Nei tapings FCW del 18 giugno, partecipa ad una battle royal ma viene eliminato. Il giorno successivo, ottiene la sua prima vittoria in un match singolo contro Fletcher Chase. La settimana successiva, sconfigge Dylan Klein. Il 9 giugno, in coppia con Sweet Papi Sanchez e Michael McGillicutty, sconfigge in un six-man tag team match la squadra formata da Drew McIntyre, Michael Tarver e Ricky Ortiz. Il 30 giugno, viene sconfitto da Johnny Curtis ma si riscatta la settimana successiva sconfiggendo Curt Hawkins e la settimana dopo ancora, sconfigge l'altro membro dei Dudebusters Trent Baretta. Il 1º ottobre, partecipa ad un Fatal 4-Way match insieme a Eric Escobar, Michael Tarver e Skip Sheffield, che viene vinto da quest'ultimo.
Il 17 dicembre, viene sconfitto in un 8-man tag team match in squadra con Donny Marlow, Jimmy Uso e Lennox McEnroe da Skip Sheffield, Justin Gabriel, Big E Langston e Titus O'Neil. Il 2010, inizia con una sconfitta per Otunga, per mano di Skip Sheffield, ma solo per squalifica. La sua esperienza in FCW la chiude con una sconfitta in un tag team match in coppia con Michael Tarver contro i South Beach Boys (Darren Young e Percy Watson).

### WWE (2010–2014)

#### Debutto aNXT(2010)
Il 16 febbraio 2010, è stato annunciato che Otunga avrebbe lottato a WWE NXT con il suo vero nome, con R-Truth come mentore. Nel primo episodio di WWE NXT ha vinto il suo match contro Darren Young. È arrivato secondo nella finale di WWE NXT, vinta da Wade Barrett. Vincendo una battle royal ottiene il diritto di essere uno dei Guest Host di Raw. Durante la sua apparizione tradisce John Cena durante il loro match contro gli Show-Miz per gli Unified WWE Tag Team Championship. La settimana successiva viene sconfitto da John Cena. Nell'ultima puntata di NXT, viene superato da Wade Barrett, qualificandosi secondo. In tutte le settimane di eliminazione è arrivato sempre secondo in classifica, tranne la prima settimana in cui è arrivato quinto.

#### The Nexus (2010–2011)
Dopo varie invasioni, David Otunga, insieme agli altri membri della prima stagione di NXT, ricevono un contratto il 21 giugno a Raw. A SummerSlam il Team WWE sconfigge la Nexus con Otunga che viene eliminato dalla Walls of Jericho di Chris Jericho. Nella puntata di Raw del 16 agosto, ogni singolo membro del Nexus deve combattere contro un membro del Team WWE a scelta: in caso di sconfitta del membro dei Nexus, questo deve lasciare la stable. Otunga combatte in coppia con il compagno di stable Skip Shieffield contro John Morrison e R-Truth e vince rimanendo insieme al compagno nei Nexus. Nella puntata di Raw del 4 ottobre, David Otunga partecipa alla battle royal a 20 uomini per decretare il primo contendente per il titolo WWE. Viene eliminato a metà match da John Cena.
A Bragging Rights 2010 diventa WWE Tag Team Champion insieme a John Cena sconfiggendo Drew McIntyre e Cody Rhodes. Dopo appena 24 ore perdono i titoli contro i loro compagni del Nexus Heath Slater e Justin Gabriel. Nella puntata di WWE SmackDown! del 5 novembre Husky Harris, David Otunga, Michael McGillicutty, Heath Slater e Justin Gabriel vengono sconfitti da Alberto Del Rio, Big Show, Kofi Kingston, Edge e Kane. Otunga affronta poi singolarmente a SmackDown! Edge in un lumberjack match; Otunga che all'inizio veniva dato per sconfitto già in partenza riesce a vincere perché l'allora World Heavyweight Champion Kane attacca Edge con una Chokeslam, regalando la vittoria a Otunga.
Dopo vari contrasti con il leader del Nexus Wade Barrett, Otunga e gli altri compagni si ribellano nella puntata di Raw del 6 dicembre, lanciando un ultimatum al capo della stable: o farà riassumere John Cena oppure sarà fuori dal Nexus. Nella puntata di Raw del 13 dicembre, Wade Barrett riassume John Cena che combatte subito contro David Otunga, sconfiggendolo in circa tre minuti. Nella stessa sera il Nexus che sembrava voler tradire Wade Barrett invece tradisce Otunga che da quanto abbiamo visto è fuori dalla stable del Nexus. David Otunga si ripresenta insieme agli altri membri del Nexus nella puntata di Raw del 27 dicembre, offrendo una tregua a John Cena; Cena rifiuta e il Nexus lo assale. Dopo l'aggressione, CM Punk arriva nel ring e si mette la fascia del Nexus, entrando a far parte del gruppo come leader dato che Wade Barrett dopo la sconfitta di WWE TLC è stato cacciato dalla stable.
Nella puntata di Raw del 10 gennaio 2011, Otunga dimostra di essere degno di far parte del "nuovo Nexus" capitanato da CM Punk resistendo all'infortunio dopo un attacco di Big Show. Otunga partecipa alla Royal Rumble ma viene eliminato da John Cena.Nella puntata di Raw del 7 marzo, viene sconfitto da Randy Orton e in seguito fatto oggetto del Punt Kick, che lo mette in lista infortunati.
Otunga torna a Raw l'11 aprile attaccando Randy Orton insieme ai compagni Michael McGillicutty e Mason Ryan. Nella puntata di Raw del 16 maggio, Otunga e Michael McGillicutty sconfiggono in un tag team match Kane & Big Show grazie allo schienamento di McGillicutty su Kane. A seguito di questa vittoria, i due ottengono una title shot per i titoli di coppia che riescono a conquistare il 23 maggio a Raw. Otunga si laurea così per la seconda volta, Tag Team Champion. Farà poi coppia con McGillicutty e Raw e a Superstars e affronterà John Cena in un 2 on 1 Handicap Match, vinto dal bostoniano.
Nella puntata di Raw del 1º agosto, il Nexus si scioglie quando Otunga e McGillicutty adottano una loro theme song, titantron e si presentano senza fascia con il logo "N". Nella stessa puntata sconfiggono Zack Ryder & Santino Marella in un match valevole per i titoli di coppia. Il 16 agosto, a Raw, Otunga & McGillicutty perdono un match di coppia contro Evan Bourne & Kofi Kingston. Continuerà a far coppia con McGillicutty per un altro mese, iniziando una breve faida con Jerry Lawler, che si chiuderà in favore del telecronista di Memphis.

#### Varie faide (2011–2012)
Dopo essersi ufficialmente diviso da Michael McGillicutty, Otunga intraprende una causa legale insieme ad altri wrestler per far dimettere il COO Triple H, avendo una laurea in legge. Nella puntata di Raw del 3 ottobre, Otunga combatte nel main event in un match di coppia a 12 uomini, in squadra con i suoi alleati Dolph Ziggler, Jack Swagger, Alberto Del Rio, Cody Rhodes e Christian perdendo contro John Cena, CM Punk, Sheamus, gli Air Boom e Mason Ryan. Nella puntata di SmackDown del 14 ottobre, partecipa ad una battle royal promossa da Theodore Long e John Laurinaitis nella quale, il vincitore, poteva sfidare un qualsiasi campione in un match titolato ma viene eliminato.
Nel mese di gennaio, lotterà qualche match di rilievo contro Big Show, prima di partecipare alla Royal Rumble entrando col numero 27, ma viene eliminato da Chris Jericho. Nella puntata di SmackDown del 16 febbraio partecipa ad una Battle Royal per decretare il sostituto di Randy Orton all'Elimination Chamber match per il World Heavyweight Championship ma viene eliminato per ultimo da Santino Marella. Avrà poi una breve rivalità con Ezekiel Jackson, che Otunga riuscirà a sconfiggere per ben due volte, per poi intraprenderne un'altra con Santino Marella e i due vinceranno uno scontro a testa. A WrestleMania XXVIII il Team Laurinaitis, di cui Otunga faceva parte, sconfigge il Team di Teddy Long. Ciò permette a Laurinaitis di diventare GM assoluto della WWE.
Il 16 aprile a Raw, affronta Santino Marella con il titolo degli Stati Uniti in palio, ma non riesce a trionfare. Ad Over the Limit, partecipa ad una Battle Royal a 20 uomini, nella quale il vincitore avrebbe scelto un campione secondario da sfidare con la cintura in palio, ma viene eliminato da Christian.
A No Way Out, viene sconfitto da Brodus Clay ma solo per count-out. Nella puntata successiva di Raw del 18 giugno, perde insieme a John Laurinaitis contro John Cena in un Handicap match insieme all'ex-GM, dato che quest'ultimo si era prima rifiutato di dargli il cambio per colpa dei suoi infortuni, per poi darglielo quando Cena era ormai stanco e togliersi tutte le fasciature. Otunga, sentitosi tradito da Laurinaitis, lo abbandona sul ring e perde inevitabilmente. Nella puntata di Smackdown! del 22 giugno attacca Brodus Clay alle spalle, favorendo Big Show che lo mette K.O. Settimana seguente, perde un match di coppia insieme a Cody Rhodes contro Christian e Santino Marella non riuscendo a qualificarsi per lo SmackDown Money in the Bank Ladder Match.
Nella puntata di Raw del 2 luglio partecipa ad un Eight-man tag team match facendo squadra con Cody Rhodes e i Prime Time Players ma i 4 vengono sconfitti dal team composto da Christian, Kofi Kingston, R-Truth e Santino Marella. Dopo questo match, Otunga si prende una pausa per prendere parte alle riprese di The Hive.

#### Consulente legale (2012–2014)
Nell'edizione di Raw successiva a SummerSlam, Otunga fa il suo ritorno a Raw parlando con la General Manager AJ, offrendogli la sua protezione come aveva fatto con Laurinaitis. AJ rifiuta e lo mette in un match contro Big Show, contro il quale David perde. Successivamente, inizierà una faida con Sheamus, in una storyline dove Otunga faceva valere le sue abilità di avvocato per proibire il Brogue Kick dell'irlandese, ritenuta una mossa pericolosa. Alla petizione, si aggiunge anche Alberto Del Rio e i due combatteranno in coppia per un breve periodo, arrivando ad affrontare anche i campioni di coppia Kane e Daniel Bryan in un match comunque senza cinture in palio.
Alle Survivor Series, Otunga sostituisce Cody Rhodes nel Team Ziggler e il Team Ziggler sconfigge il Team Foley. A Superstars e a Raw, inizierà una faida con The Great Khali e l'indiano arbitrerà il suo match a Superstars contro Brodus Clay, aiutando il Funkasaurus a vincere e si affronteranno nell'edizione di Raw dedicata agli Slammy Awards, con l'indiano che trionfa. Alla Royal Rumble, entra con il numero 9, ma viene eliminato da Sheamus.
Compare dopo circa 9 mesi in un segmento pre-registrato in qualità di avvocato di Big Show nel feud tra lui e l'Authority spiegando le motivazioni per cui le denunce di Big Show costerebbero milioni di dollari alla WWE (kayfabe). Il 6 aprile 2014, durante WrestleMania XXX, partecipa alla André the Giant Memorial 31-man Battle Royal, ma viene eliminato da Big E.
Poco dopo si ritirò, ma rimase in WWE come commentatore e opinionista nei pre show dei pay-per-view.

## Personaggio

### Mosse finali
- Verdict (Thrust spinebuster)

### Soprannomi
- The A-Lister
- The Kanye West of WWE

### Musiche d'ingresso
- We Are One dei 12 Stones (7 giugno 2010–10 gennaio 2011; usata come membro del Nexus)
- This Fire Burns dei Killswitch Engage (17 gennaio 2011–1º agosto 2011; usata come membro del New Nexus)
- All About the Power di Jim Johnston (28 luglio 2011–6 aprile 2014)

## Titoli e riconoscimenti
Pro Wrestling Illustrated
- Feud of the Year (2010) – Nexus vs. WWE
- Rookie of the Year (2010)
- 83º tra i 500 migliori wrestler singoli nella PWI 500 (2012)

WWE
- WWE Tag Team Championship (2) – con John Cena (1) e con Michael McGillicutty (1)
- Slammy Award (1)
- Shocker of the Year (2010) – Debutto del Nexus

## Filmografia

### Cinema
- The Call, regia di Brad Anderson (2013)
- Sandy Wexler, regia di Steven Brill (2017)

### Televisione
- General Hospital – soap opera (2014)
- Criminal Minds – serie TV, episodio 12x12 (2017)
- She-Hulk: Attorney at Law – serie TV, episodi 1x04-1x05 (2022)

## Doppiatori italiani
Nelle versioni in italiano delle opere in cui ha recitato, David Otunga è stato doppiato da:
- Gaetano Varcasia in The Call
- Sacha De Toni in Criminal Minds